# Три Форкс (Монтана)
Три Форкс (енгл. Three Forks) град је у америчкој савезној држави Монтана.

## Демографија
По попису из 2010. године број становника је 1.869, што је 141 (8,2%) становника више него 2000. године.
| Група             | 2000.         | 2010.         |
| Белци             | 1.672 (96,8%) | 1.800 (96,3%) |
| Афроамериканци    | 0 (0,0%)      | 4 (0,2%)      |
| Азијати           | 3 (0,2%)      | 9 (0,5%)      |
| Хиспаноамериканци | 23 (1,3%)     | 39 (2,1%)     |
| Укупно            | 1.728         | 1.869         |